# Сердечная тупость
Серде́чная ту́пость (лат. obtusio cardiaca) — участок стенки грудной клетки, на котором при перкуссии по притуплению звука определяют область сердца. Обычно определяют границы сердечной тупости: правую, верхнюю и левую (нижнюю границу не определяют, поскольку снизу к сердцу не прилежат лёгкие). Кроме того, по характеру звука различают относительную и абсолютную сердечную тупость.
Относительная сердечная тупость (о.с. relativa; синонимы: с. т. большая, с. т. глубокая) — сердечная тупость, обнаруживаемая при перкуссии, проводимой по межрёберным промежуткам с применением резких перкуторных ударов строго в сагиттальном направлении; примерно соответствует проекции на переднюю стенку грудной клетки всего сердца, включая часть, прикрытую лёгкими.
Абсолютная сердечная тупость (о. с. absoluta; синонимы: с. т. малая, с. т. поверхностная) — сердечная тупость, обнаруживаемая при тихой (тишайшей) перкуссии; примерно соответствует проекции на переднюю стенку грудной клетки части сердца, не прикрытой лёгкими.
| Границы относительной тупости сердца | Границы относительной тупости сердца                                      |
| ------------------------------------ | ------------------------------------------------------------------------- |
| Правая                               | В IV межреберье у правого края грудины                                    |
| Левая                                | В V межреберье на 3 см кнутри от среднеключичной линии                    |
| Верхняя                              | Во II межреберье, по верхнему краю третьего ребра по окологрудинной линии |

| Границы абсолютной тупости сердца | Границы абсолютной тупости сердца                        |
| --------------------------------- | -------------------------------------------------------- |
| Правая                            | Левый край грудины в IV межреберье                       |
| Левая                             | На 1,5 см кнутри от среднеключичной линии в V межреберье |
| Верхняя                           | У левого края грудины в IV межреберье                    |